# دونالد وودز
دونالد وودز (بالإنجليزية: Donald Woods)‏ هو ممثل كندي وأمريكي، ولد في 2 ديسمبر 1906 في كندا، وتوفي في 5 مارس 1998 ببالم سبرينغس في الولايات المتحدة.

## أعمال

### أفلام
- (1935) قصة مدينتين
- (1936) أنتوني السيء
- (1936) قصة لويس باستور
- (1943) مشاهدة نهر الراين
- (1969) عزم حقيقي

## وصلات خارجية
- دونالد وودز على موقع IMDb (الإنجليزية)
- دونالد وودز على موقع أول موفي (الإنجليزية)
- دونالد وودز على موقع قاعدة بيانات برودواي على الإنترنت (الإنجليزية)
- دونالد وودز على موقع قاعدة بيانات الأفلام السويدية (السويدية)
- دونالد وودز على موقع إن إن دي بي (الإنجليزية)
- دونالد وودز على موقع قاعدة بيانات الفيلم (الإنجليزية)